# 莫因·哈克
莫因·乌尔哈克（1963年—），巴基斯坦職業外交官。他曾經担任巴基斯坦驻华大使、驻法国和摩纳哥公国大使和常驻联合国教科文组织代表、驻温哥华总领事和巴基斯坦外交部的礼宾司司长（2013-2015）。
他在1987年加入巴基斯坦外交部。在获委任为驻华大使之前，外交部原本是打算把哈克在2019年派驻印度但他最后在2020年7月接任退休的驻华大使納格瑪娜·哈什米。他在2021年4月14日向中国国家主席习近平递交国书。2023年11月，他卸任驻华大使一职。